# Harry Edwin Wood
| 715 Transvaalia           | 22 april 1911   |
| 758 Mancunia              | 18 mei 1912     |
| 790 Pretoria              | 16 januari 1912 |
| 982 Franklina             | 21 mei 1922     |
| 1032 Pafuri               | 30 mei 1924     |
| 1096 Reunerta             | 21 juli 1928    |
| 1241 Dysona               | 4 maart 1932    |
| 1305 Pongola              | 19 juli 1928    |
| 1595 Tanga *              | 19 juni 1930    |
| 1663 van den Bos          | 4 augustus 1926 |
| 2193 Jackson              | 18 mei 1926     |
| 3300 McGlasson            | 10 juli 1928    |
| 1. * met Cyril V. Jackson |                 |

Harry Edwin Wood (Manchester, 3 februari 1881 – 27 februari 1946) was een Zuid-Afrikaanse astronoom.
Wood werd in Engeland geboren, maar werd in 1906 benoemd tot assistent-directeur aan het Transvaal Meteorologisch Observatorium dat al snel een telescoop aanschafte. Dit stond ook bekend als Union Observatorium. Hij werd er vervolgens directeur van 1928 tot 1941 als opvolger van Robert Innes.
Hij was ook voorzitter van de "Astronomical Society of South Africa" (de Zuid-Afrikaanse Astronomische sociëteit) van 1929 tot 1930.
Wood ontdekte 12 planetoïden.
De planetoïde 1660 Wood is naar hem genoemd.
Hij was getrouwd, maar het huwelijk bleef kinderloos.